# 華特·馬殊
華特·馬殊（英語：Walter Matthau，1920年10月1日—2000年7月1日）是美国的演员、喜剧演员，其最知名的角色是《单身公寓》以及《单身公寓》30年后的续集《单身公寓2》中饰演的奥斯卡·麦迪逊。他与傑克·萊蒙也曾合作过许多作品。